# Кечеджизаде Иззет Молла
Кечеджизаде Иззет Молла известный как Иззет Молла (настоящее имя и фамилия — Мехмет Кечеджизаде) (тур. Keçecizade İzzet Molla; 1786, Стамбул Османская империя — август 1829) — турецкий поэт, общественный деятель. Мулла. Отец Кечеджизаде Мехмеда Эмина Фуад-паши.

## Биография
Начав свою деятельность бедным учителем духовной школы, впоследствии занимал ряд высоких постов: был кади Мекки, главный министр Мекки и Медины и др. Некоторое время ему покровительствовал Махмуд II и его приближенные. Иззет Молла отличался смелыми и откровенными высказываниями о внутренней и внешней политике Турции.
Сторонник идей суфизма.
Поддерживая преобразования, предпринимавшиеся султаном, он резко осуждал «неправые порядки» в стране. Искусный оратор, он посмел в присутствии самого монарха на меджлисе высмеять сановников, ратовавших за войну с Россией (1828—1829) и слепо веривших в победу. Присоединился к немногочисленной группе тех, кто считал неизбежным поражение турок, доказывал султану пользу мира вообще и добрососедских отношений с Россией.
За свою мужественную прозорливость поэт расплатился собственной жизнью — в 1828 г. был отправлен в ссылку и там отравлен.

## Творчество
Один из последних представителей классической османской поэзии, автор газелей и касыд, созданных в юности и в зрелые годы, и собранных в диваны: «Размышления о весне» («Bahar-i efkâr»), «Осень творений» («Hazan-i asar»). Используя элементы живого разговорного языка, автор пытался сделать свою поэзию доступной пониманию широкого круга читателей.
Стремлением упростить синтаксис и облегчить восприятие смысла отмечена суфийская (по сути и образной системе) небольшая его поэма «Цветник любви».
Подлинную славу поэту принесло сочинение «Страдания в Кешане» («Mihnet-i Keșan», 1825), соединяющее в себе различные поэтические и прозаические жанры и стоящее у истоков турецкого романа. В этой повести-путешествии в стихах (8 тыс. бейтов) и отчасти — в прозе сюжетными рамками служат события, связанные с первой ссылкой Иззета Моллы: его путь в Кешан (городок на юге Восточной Фракии), годичное пребывание там и возвращение в Стамбул.
В ходе рассказа о перипетиях своей личной судьбы автор критически, иногда в острой сатирической манере или же с грустным юмором, говорит о жизни страны, о быте и нравах различных кругов общества в столице и провинции.
Он рисует картины варварства провинциальной жизни, беззаконие властей и т. п. При этом поэт отмечает, что и на службе он сам всегда обличал казнокрадов и прочих нечестных людей. Книга проникнута острым чувством гражданственности.
Творчество Иззет Моллы — свидетельство постепенного перехода турецкой словесности от средневековых канонов к традициям Нового времени.

## Избранные произведения
- Dîvân-ı Bahâr-ı Efkâr
- Gülşen-i Aşk
- Mihnetkeşân